# Знаменский, Александр Георгиевич
Алекса́ндр Гео́ргиевич Зна́менский (1861 — после 1930) — настоятель Георгиевского собора в Юрьеве-Польском, член III Государственной думы от Владимирской губернии.

## Биография
Происходил, по-видимому, как и большинство священников синодального периода, из духовного сословия.
В 1882 году окончил Владимирскую духовную семинарию первым учеником на курсе и был назначен к поступлению в Московскую духовную академию, которую окончил в 1886 году со степенью кандидата богословия.
В 1887 году был рукоположен в священники к Благовещенскому собору в городе Киржаче, а в 1889 году определен настоятелем собора в городе Юрьеве-Польском с возведением в сан протоиерея. Имел 38 десятин церковной земли.
Состоял благочинным церквей Юрьевского округа (с 1892), председателем уездного отделения епархиального училищного совета, членом уездного училищного совета, депутатом от духовенства в Юрьевской городской думе и уездном земском собрании, а также законоучителем Юрьев-Польского реального училища.
В 1895 году основал в Юрьеве-Польском общество трезвости, а в 1905 году, по его инициативе и на собранные им средства, с пособием от монарха (32000 рублей) построен был трехпрестольный Троицкий собор, так как старый собор уже не вмещал всех прихожан и нуждался в реставрации. Знаменский добился переноса в Троицкий храм престолов из пристроек Георгиевского собора. Знаменский опубликовал брошюру «Георгиевский собор (1152—1234 г.) в городе Юрьев-Польском Владимирской губернии. Реставрация его и построение нового соборного храма» (1906), где поднимал вопрос о происхождении и предназначении так называемого Святославова креста, находившегося в храме.
В 1907 году был избран членом III Государственной думы от Владимирской губернии. Входил во фракцию умеренно-правых, с 3-й сессии — в русскую национальную фракцию. Состоял товарищем председателя комиссии по делам православной церкви, а также членом комиссий: по вероисповедным вопросам, по местному самоуправлению и бюджетной.
20 сентября 1911 года отказался от звания члена ГД и продолжил службу в Георгиевском соборе. К Пасхе 1919 года был награждён крестом с украшениями.
В 1920-е годы стал одним из лидеров обновленчества во Владимирской губернии. Современник вспоминал:

В моей памяти первым, возмутившим меня тогда шагом падения нашего авторитета в глазах народа, в начале революции, при Керенском, было поскидование с себя священнических крестов на нужды войны с Германией. Сошлись тогда выборные от каждого благочиния епархии умные головы, отцы протоиереи и иереи на общеепархиальный съезд. Заправлял, вероятно, тогда им кто-нибудь из двоих известных ныне в обновленческой церкви руководителей, или Юрьевский протоиерей Знаменский, или же, теперь епископ Струнинской фабрики, протоиерей Алексий Рождественский.

В 1930 году на секретном заседании президиума Юрьев-Польского райисполкома по раскулачиванию части населения было решено: «дополнительно муниципализировать (то есть отнять у владельца) жилой дом с двумя сараями бывшего протоиерея Георгиевского собора, бывшего члена Государственной думы и Святейшего Синода Знаменского А. В.».
Дальнейшая судьба неизвестна. Был женат.